# Иван Въльов
Иван Костадинов Въльов е български иконописец.

## Биография
Роден е около 1829 г. в Самоков. Той е третият син на самоковския зограф Костадин Въльов. Учи при баща си и при Станислав Доспевски. Изписва икони в църквите на Рилския манастир, Баткунския манастир, „Св. Никола“ в Столник (1884), както и тези в Пещера, селата Козарско, Братаница, Лозен и други. Подписва се като „Иванчо Костов Зограф, Пазарджик“ и „иконописец Иванчо Костадинов“. Умира на 30 януари 1911 г. в Пазарджик.